# Jahrbuch für Regionalgeschichte
Das Jahrbuch für Regionalgeschichte (kurz JbRegG) ist eine geschichtswissenschaftliche Fachzeitschrift mit Schwerpunkt Regional- und Landesgeschichte.

## Profil und Entwicklung der Zeitschrift
Das Jahrbuch für Regionalgeschichte wurde 1965 von Karl Czok als Projekt an der Sächsischen Akademie der Wissenschaften begründet und widmete sich zunächst mit seinen Beiträgen der Geschichte dem Gebiet der Deutschen Demokratischen Republik. Mit der Wiedervereinigung 1989/90 gab die Sächsische Akademie der Wissenschaften die Trägerschaft der Zeitschrift ab.
Neben einem seit 1989/90 unabhängigen Herausgebergremium änderte sich auch der regionale Fokus. Das Jahrbuch für Regionalgeschichte widmet sich heute regional- und landesgeschichtlichen Themen aus ganz Mitteleuropa. Auf der Verlagswebseite wird das Programm der Zeitschrift heute wie folgt umrissen:
„Neben territorial- und landesgeschichtlichen Aufsätzen kommen im Sinne eines erweiterten Verständnisses von Raum und Region Beiträge über Wirtschafts-, Sozial- und Kulturräume sowie über politische Regionen zum Abdruck. Als konstitutive Faktoren der Bildung von Regionen sind z. B. Klima, Migration, Handel, Kommunikation, aber auch Kooperation und Konflikte zwischen politischen Akteuren von besonderem Interesse.“

## Herausgeber
Geschäftsführender Herausgeber ist Oliver Auge von der Abteilung für Regionalgeschichte am Historischen Seminar der Universität Kiel, wo auch die Redaktion beheimatet ist. Dem Herausgebergremium gehören (Stand 2022) ferner Rainer S. Elkar (Siegen), Gerhard Fouquet (Kiel), Mark Häberlein (Bamberg), Franklin Kopitzsch (Hamburg), Reinhold Reith (Salzburg), Martin Rheinheimer (Odense), Dorothee Rippmann (Itingen), Susanne Schötz (Dresden) und Sabine Ullmann (Eichstätt) an.